# Navalosa
Navalosa ist ein Ort und eine zentralspanische Berggemeinde (municipio) mit nur noch 324 Einwohnern (Stand: 2024) in der Provinz Ávila in der Autonomen Region Kastilien-León.

## Lage und Klima
Der ca. 1315 m hoch gelegene Bergort Navalosa liegt im Nordosten des über 2000 m hohen Gebirgszugs der Sierra de Gredos gut 1 km nördlich des Tals des Río Alberche; die Provinzhauptstadt Ávila liegt gut 62 km nordöstlich. Das Klima im Winter ist kühl, im Sommer dagegen gemäßigt bis warm; die geringen Niederschlagsmengen (ca. 500 mm/Jahr) fallen – mit Ausnahme der nahezu regenlosen Sommermonate – verteilt übers ganze Jahr.

## Bevölkerungsentwicklung
| Jahr      | 1857 | 1900 | 1950  | 2000 | 2019 |
| Einwohner | 759  | 855  | 1.109 | 484  | 308  |

Aufgrund der Mechanisierung der Landwirtschaft, der Aufgabe bäuerlicher Kleinbetriebe und dem damit einhergehenden Verlust an Arbeitsplätzen ist die Einwohnerzahl der Gemeinde seit den 1950er Jahren deutlich rückläufig.

## Wirtschaft
Das wirtschaftliche Leben der Gemeinde ist in hohem Maße agrarisch orientiert – früher wurde Getreide zur Selbstversorgung ausgesät; Gemüse stammte aus den Hausgärten und auch Viehzucht wurde betrieben. Seit den letzten Jahrzehnten des 20. Jahrhunderts spielt der ländliche Tourismus (turismo rural) eine immer bedeutsamer werdende Rolle im Wirtschaftsleben der Gemeinde.

## Geschichte
Obwohl der Ort zum ehemaligen Siedlungsgebiet der Vettonen gehörte, wurden bislang weder keltische, römische, westgotische noch maurische Funde entdeckt. Man muss daher annehmen, dass das hochgelegene Gebiet jahrhundertelang nur als Sommerweide diente und erst nach der Rückeroberung (reconquista) Ávilas im 11. Jahrhundert allmählich besiedelt wurde.

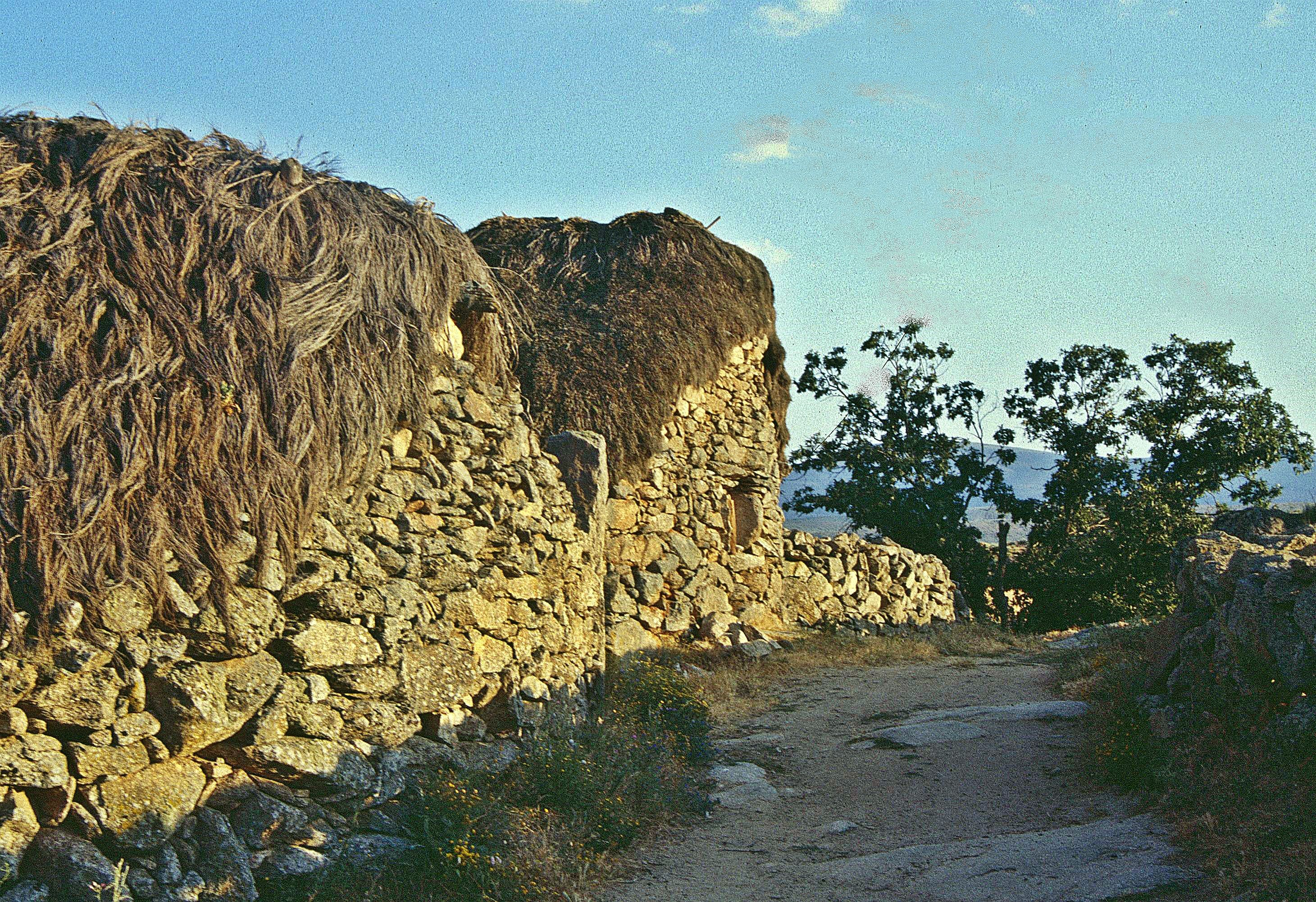
Lagergebäude aus Feldsteinen mit Grasdächern

## Sehenswürdigkeiten
- Mehrere Schuppen aus mörtellos gefügten größeren und kleineren Feldsteinen mit Grasdächern stehen in der Umgebung des Ortes.
- Die Iglesia de Santa María la Blanca ist ein Neubau aus z. T. wiederverwendeten Granitsteinen der zweiten Hälfte des 20. Jahrhunderts; nur wenige Teile wie der Glockengiebel (espadaña) stammen von einem abgerissenen Renaissance-Vorgängerbau. Der Eingang befindet sich auf der Südseite; in der Nordwand befindet sich der um einige Stufen erhöhte Altar. Das Kirchenschiff wird von einem eisernen Dachstuhl überspannt, auf dem eine Holzdecke aufruht. Interessant sind die bunt verglasten Fenster.[4]
- Eine mittelalterliche Steinbrücke quert den Río Alberche.[5]

## Feste
Alljährlich am Karnevalssamstag und - sonntag bevölkern wild aussehende Figuren (Los Cucurrumachos) den Ort. Es ist eines der wenigen Karnevalsfeste in Zentralspanien.